# Rilipertus intricatus
Rilipertus intricatus är en stekelart som först beskrevs av Johannes Friedrich Ruthe 1859.  Rilipertus intricatus ingår i släktet Rilipertus och familjen bracksteklar. Enligt den finländska rödlistan är arten otillräckligt studerad i Finland. Arten är reproducerande i Sverige. Inga underarter finns listade i Catalogue of Life.